# Trapelus mutabilis
Trapelus mutabilis är en ödleart som beskrevs av  Blasius Merrem 1820. Trapelus mutabilis ingår i släktet Trapelus och familjen agamer. Inga underarter finns listade i Catalogue of Life.